# 永樂里 (蘆洲區)
永樂里為台灣新北市蘆洲區下轄之一里，位於蘆洲南港子灰磘地區。1998年2月9日，永樂街以南析出獨立為「成功里」。目前是蘆洲人口第六多的里。

## 交通
永樂里位於人口稠密的灰磘重劃區，與附近鄰里連成一片，交通網路發達，里境由永樂街、長榮路、永平街及西側的環堤大道所圍繞，里內的主要幹道為永樂街38巷。臺北聯營公車14、225、232正線、811、藍1、橘10、橘16、橘17行經長榮路，公車可通往台北捷運蘆洲線各站與台北車站。

## 文教
本里除20至27鄰為成功國小、忠義國小自由學區外，其餘皆為忠義國小及鷺江國中所屬學區。
新北市立蘆洲幼兒園及新北市立圖書館蘆洲永平分館分別設於永平市場內2樓及3樓。

## 公園綠地
- 永平公園暨永平廣場

## 零售市場
- 永平公有零售市場（每週一休市）[3]

## 連鎖賣場
- 全聯福利中心蘆洲永樂店：永樂里10鄰永樂街38巷57弄2號地下1樓

## 便利商店
- 全家便利商店蘆洲永樂店：蘆洲區永樂街38巷57弄1號1樓
- 萊爾富蘆洲祐誠店：蘆洲區永樂里3鄰永樂街38巷32、34號1樓

## 外部連結
- 永樂里介紹 （页面存档备份，存于）
- 蘆洲區行政區域圖